# Mikołaj III z Saint Omer
Mikołaj III z Saint Omer (zm. 30 stycznia 1314) – pan połowy Teb w latach 1299–1311.

## Życiorys
Był synem Jana z Saint Omer, marszałka Księstwa Achai, wnukiem Beli. Był jednym z najpotężniejszych feudałów Frankijskiej Grecji, pełnił funkcję dziedzicznego marszałka Księstwa Achai, bailifem Księstwa Achai (1300–1302, 1304–1307, 1311–1314). Zmarł bezdzietnie jako ostatni z rodu z Saint Omer. 